# Ngozi Okobi-Okeoghene
Ngozi Okobi-Okeoghene, née le 14 décembre 1993, est une joueuse de football internationale nigériane. Elle évolue au poste de milieu de terrain avec l'équipe du CF Rapide d'Ottawa, et en faveur de l'équipe nationale nigériane, les Super Falcons.

## Biographie
Elle participe à la coupe d'Afrique des nations en 2010, 2012 et 2014. Elle fait partie des 23 joueuses retenues afin de participer à la Coupe du monde 2019 organisée en France.